# Una favola (Zoda)
Una favola è un singolo del rapper italiano Zoda, pubblicato il 1º maggio 2020.

## Tracce
1. Una favola – 3:00